# Krać
Krać (ukr. Крать, Krat´) – wieś na Ukrainie, w obwodzie wołyńskim, w rejonie kowelskim. W 2001 roku liczyła 231 mieszkańców.
Do 2020 w rejonie turzyskim.